# Skoki v vodo
Skoki v vodo so olimpijska športna panoga, ki se je razvila iz gimnastičnih prvin. Izvajajo se z odrivom iz skakalnice (skakalne deske ali stolpa) ob primerno globokem bazenu z doskokom v vodo (na noge ali na glavo). Skok v vodo se prične z zaletom ali z mesta, iz stoječega položaja ali stoje na rokah, izvede se v iztegnjenem, sklonjenem, skrčenem ali prostem položaju (ki se prilagaja rotaciji), z glavo naprej ali nazaj, z vrtenjem naprej ali nazaj ter/ali vijačno.

Predpise v športu (tekmovanja, točkovanje ocen) zagotavlja FINA pravilnik za skoke v vodo (FINA Diving Rules Arhivirano 2015-12-27 na Wayback Machine.), podrobnejša navodila pa tudi FINA priročnik za sodnike (FINA Diving Officials Manual).